# Luz de luna
Luz de luna (Moonlighting en su versión original en inglés; literalmente: «pluriempleo») es una serie de televisión estadounidense emitida entre 1985 y 1989. Estuvo protagonizada por Bruce Willis y Cybill Shepherd en el papel de detectives privados y era una mezcla de drama, comedia y romance.

## Argumento
La serie gira alrededor de los casos investigados por una agencia de detectives Luna Azul al frente de la cual están Madelyn "Maddie" Hayes (Cybill Shepherd) y David Addison (Bruce Willis). La serie cuenta con una mezcla de misterio, diálogos agudos y una tensión sexual entre sus dos protagonistas. En el doblaje para España, la agencia de detectives paso a llamarse igual que la serie, Luz de Luna, a pesar de que en el rótulo de la puerta de entrada se podía leer claramente Blue Moon.
El hilo argumental comienza con un revés de la suerte para la ex modelo, Hayes, que se encuentra arruinada después de que su contable desfalque todos sus activos líquidos. Se queda con varios negocios fallidos que se mantenían como tapaderas para la evasión de impuestos, uno de los cuales es la agencia de detectives en la ciudad de Los Ángeles y al frente de la cual se encuentra el despreocupado David Addison. 
Entre el episodio piloto y el primer episodio, Addison convence a Hayes para continuar el negocio conjuntamente. La agencia de detectives pasa a llamarse Luna Azul (Blue Moon en el original), por ser ese el más famoso producto (un champú) que anunciaba Hayes en su etapa de modelo. 
Ambos estarán asistidos por Allyce Beasley como Agnes Topisto (DiPesto en la versión original), la recepcionista y posteriormente, Curtis Armstrong en el papel de Herbert Viola, el ayudante de los detectives.

## Historia y características
En el año 1984 el  productor Glenn Gordon Caron, que había creado Remington Steele, fue el encargado de crear una serie de detectives de gama alta, con una gran estrella al frente de ella.  Basándose en las comedias clásicas de enredo de Howard Hawks creó un símil televisivo con equívocos constantes y tensión sexual entre ambos protagonistas con diálogos ultrarrápidos y punzantes. 
Los elementos cómicos y dramáticos se combinaban con gran maestría, además de introducir constantes guiños al espectador cuando los actores se dirigen directamente a la cámara para explicar interioridades de la serie. Los capítulos eran autoconclusivos y muchos de ellos tenían un final espectacular con persecuciones y capturas del malhechor de turno, en clave de comedia.
El tema musical de la serie fue realizado por el cantante de jazz Al Jarreau y llegó a ser muy popular en las listas de ventas. El tema llegó a tener tanto éxito que incluso salió a la venta un disco que incluía el tema principal y las canciones que cantaban los personajes a lo largo de la serie. La serie supuso el lanzamiento de Willis como futura estrella de cine y una cierta recuperación de la carrera de Shepherd. 
Destacan algunos episodios especiales que eran verdaderas películas en miniatura, como Atomic Shakespeare, una versión de La fierecilla domada ambientada en la Edad Media, o el episodio en blanco y negro (el capítulo 4 de la segunda temporada) The Dream Sequence Always Rings Twice, que fue la última aparición televisiva de Orson Welles, ya que murió cinco días antes de la emisión del capítulo.
Durante el rodaje de la serie surgieron problemas de producción, ya que su cuidada estética y gran cantidad de diálogos requería más días de filmación de los habituales, lo que provocaba graves retrasos en finalizar los episodios. No podían filmar más de 16 o 18 por temporada, cuando lo habitual eran 22 o 24. Además, la relación entre los dos protagonistas en la vida real se fue deteriorando debido al éxito de Bruce Willis en Die Hard, que le hizo enemistarse continuamente con Cybill Shepherd. A partir de la cuarta temporada empezaron a desarrollarse más tramas para los actores secundarios de la serie, en especial para la secretaria de la agencia y los otros detectives de la misma, hubo diversos episodios en los que no aparecía ninguno de los dos protagonistas, hecho impensable al principio de la serie y que aceleró su declive.

## Reparto
Para la elección de los protagonistas, siempre se tuvo en mente a Cybill Shepherd para interpretar a la modelo sofisticada, pero en cambio tuvo que realizar muchas audiciones para encontrar al detective ideal, que recayó en un desconocido Bruce Willis. La cadena ABC se opuso, porque buscaba algún actor con más renombre, pero su actuación y el éxito inicial de la serie les convenció de la elección. 
- La exmodelo Madelyn 'Maddie' Hayes, con belleza, clase y glamour, tenía que volver a rehacer su vida después de ser estafada. Era interpretada por Cybill Shepherd. Desde el episodio piloto se ve obligada a ganarse la vida como detective en la agencia y trata de poner en orden un negocio donde no había ningún tipo de disciplina, ya que antes se usaba como tapadera para evadir impuestos.

- El detective David Addison Jr., interpretado por el entonces desconocido Bruce Willis, detective amante de la diversión en la agencia Ciudad de los Ángeles. Ante la perspectiva de ser despedido, convence a Maddie para entrar en el negocio con él como su pareja.

- La secretaria de la firma de detectives, Agnes Dipesto, que por un tema cacofónico en nuestro idioma se le cambió el nombre por Agnes Topisto, que interpretaba Allyce Beasley. Su papel era el de una secretaria soñadora y romántica, muy reducido al principio de la serie, limitándose a responder al teléfono con frases ocurrentes a los posibles clientes publicitando la agencia. Con el paso de los años y los problemas de la serie, su papel fue ganando en importancia.

- Detective ayudante, Herb Viola, fue introducido en el transcurso de la tercera temporada para expandir un poco las tramas y darle un objetivo amoroso a la secretaria de la agencia. El actor Curtis Armstrong, un veterano de diversas comedias juveniles, fue el encargado de darle vida al papel.

- Los extras de la agencia jugaban un papel importante en la parte humorística de las tramas. Aunque no decían ninguna palabra, siempre estaban pululando por allí como si fueran parte del mobiliario, pero de forma mucho más activa que en muchas otras series.

Además, a lo largo de la serie aparecen actores como: Charles Rocket, Eva Marie Saint, Robert Webber, Mark Harmon, Brooke Adams, Virginia Madsen, Tim Robbins, Whoopi Goldberg, Pierce Brosnan, Demi Moore, Paul Sorvino, Liz Sheridan, Barbara Bain, Dana Delany, David Patrick Kelly, Dan Lauria, Mark Linn-Baker, Richard Belzer, Judd Nelson, Rick Ducommun, Sandahl Bergman, Colm Meaney, Sterling Holloway, Lionel Stander, Donna Dixon, Sam McMurray, Robert Wuhl, Gary Cole, William Hickey, Amanda Plummer, Imogene Coca, Michelle Johnson, Jennifer Tilly, Colleen Dewhurst, Rita Wilson, y Timothy Leary.
También aparecieron, haciendo cameos: Mary Hart, Orson Welles, Billy Barty, Peter Bogdanovich, Ray Charles, The Temptations, Don King, Rona Barrett, Cheryl Tiegs, Jeff Jarvis y la Dr. Joyce Brothers.

## Parodias
- Riptide, una serie de detectives, en la temporada 1985/86, emitió un episodio (penúltimo de la serie) llamado Moonlighting parodia en 1986, en el que los detectives actuaron como "Rosalind Grant" y "Cary Russell". Aunque sus nombres son una alusión a Cary Grant y Rosalind Russell, los personajes fueron descritos como las parodias de Shepherd y Willis, incluso adoptaron algunos de sus gestos reales y estilo de ropa, y su diálogo contenían muchos guiños a Luz de luna.[2]

- El estreno sexta temporada de Alvin y las Ardillas se parodió la serie con el título "Dreamlighting". En este episodio, Alvin y Brittany parodian los personajes principales como "David Alvinson" y "malcriado Hayes". Ese episodio ha sido transmitido por Cartoon Network y en 1999 por Chilevisión

- Un anuncio de la marca de cervezas Rainier Beer imita a David y Maddie.[3]

- "Googlighting", un anuncio de Microsoft burlándose de Google y parodiando la serie y el tema principal de Al Jarreau.[4]

- En el primer capítulo de la serie Veep, los asesores de la vicepresidenta discuten y uno de ellos dice: "¿va a convertirse esto en un Luz de luna...?"[5]

## Datos adicionales
- La serie está inspirada en las comedias de Howard Hawks.
- En el segundo capítulo de la primera temporada, se hace referencia a Henry Higgins personaje de My Fair Lady. También hay un capítulo titulado "My fair David".
- En el cuarto capítulo de la primera temporada, se hace alusión a la serie de ciencia ficción The Twilight Zone. Además, Bruce Willis acababa de aparecer en un episodio de la versión de 1985.
- En el quinto capítulo de la primera temporada, Maddie habla de una obra de Arthur Miller, Death of a Salesman. En este capítulo suena "Respect" de Aretha Franklin.
- En el sexto capítulo de la primera temporada, aparece Vincent Schiavelli, marido de Allyce Beasley entre 1985 y 1988.
- En el séptimo capítulo de la primera temporada, David canta "My Girl" de The Temptations.

- En el segundo capítulo de la segunda temporada, el título del capítulo "La dama de la máscara de hierro" hace alusión a El hombre de la máscara de hierro, una novela de Alejandro Dumas.
- En el cuarto capítulo de la segunda temporada, el título del capítulo "The Dream Sequence Always Rings Twice" hace referencia a El cartero siempre llama dos veces. Además, Orson Welles hace una introducción al capítulo.
- En el quinto capítulo de la segunda temporada, suena la canción  "You Can't Always Get What You Want" de The Rolling Stones y el título "My fair David" hace referencia al musical My fair lady, protagonizado por Audrey Hepburn y Rex Harrison en 1956.
- En el sexto capítulo de la segunda temporada, suena "Singing in the Rain" de Gene Kelly.
- En el séptimo capítulo de la segunda temporada, "Somewhere Under the Rainbow", es una referencia al musical El mago de Oz.
- En el octavo capítulo de la segunda temporada, el título, "Retrato de Maddie", es una alusión a dos novelas: El retrato de una dama de Henry James, y El retrato de Dorian Gray  de Oscar Wilde.
- En el noveno capítulo de la segunda temporada, el título "Atlas estalló" hace referencia a la novela de Ayn Rand Atlas Shrugged.
- En el undécimo capítulo de la segunda temporada, suena "I Was Made to Love Her" de Stevie Wonder y el tema principal de 2001: Odisea en el espacio.
- En el duodécimo capítulo de la segunda temporada, suena "Come See About Me" de The Supremes y el título "De norte a norte Topisto" hace referencia al clásico de Alfred Hitchcock North by Northwest (en español, Con la muerte en los talones), cuya protagonista, Eva Marie Saint, hace de la madre de Maddie en la serie.
- En el decimotercer capítulo de la segunda temporada, David canta "Birthday" de The Beatles.
- En el décimo cuarto capítulo de la segunda temporada, Maddie canta "Monday, Monday" de The Mamas and the Papas y "Sympathy for the Devil" de The Rolling Stones.

- En el primer capítulo de la tercera temporada, el título del capítulo "The Son Also Rises" hace referencia a la novela The Sun Also Rises de Ernest Hemingway.
- En el tercer capítulo de la tercera temporada, suena la canción "Psychedelic Shack" de The Temptations, además, aparecen en el teaser; y la "Quinta sinfonía" de Beethoven.
- En el sexto capítulo de la tercera temporada, la escena de la persecución por el pasillo entre David y Maddie es la intro del vídeo musical de "Luz de luna" de Al Jarreau.
- En el séptimo capítulo de la tercera temporada, se hace una parodia de La fierecilla domada de Shakespeare.
- En el octavo capítulo de la tercera temporada, el episodio entero es una parodia de Que bello es vivir, película de 1946 dirigida por Frank Capra, y con James Stewart y Donna Reed como actores principales.
- En el noveno capítulo de la tercera temporada, aparece Peter Bogdanovich y se refiere a su vida real y su romance con Cybill Shepherd.
- En el undécimo capítulo de la tercera temporada, se hace alusión a la película de 1944 "Gents Without Cents" de Los tres chiflados.
- En el duodécimo capítulo de la tercera temporada, comienza con Jeff Jarvis, crítico de televisión de la revista People; Agnes canta  "Oh, What a Beautiful Morning"; y suenan "Moon River"; "The Way We Were" de Barbra Streisand; "All the Way" de Frank Sinatra.
- En el décimo cuarto capítulo de la tercera temporada, el episodio toma su nombre de la película erótica de 1960 I Am Curious...Yellow. Además, suena "La bamba" de Ritchie Valens; y David canta  "Singin' in the Rain" de Gene Kelly.

- En el primer capítulo de la cuarta temporada, aparece Ray Charles, que interpreta varios temas, entre ellos "Hit the road Jack"; y David canta "'O Sole Mio". Además, David, Maddie, Agnes y Richie parodian a los personajes de The Honeymooners en una secuencia de sueño que aparece varias veces a lo largo del episodio.
- En el segundo capítulo de la cuarta temporada, el título del episodio "Come Back Poco Shiksa"  hace referencia a la película de 1951 Come Back, Little Sheba, acerca de los problemas en un matrimonio.
- En el séptimo capítulo de la cuarta temporada, el título "Father Knows Last" es un juego de palabras, que hace referencia a la serie de televisión de 1950 Father Knows Best. También hace una vaga referencia a la tensión entre los dos "padres": David, que no sabe si él es el padre del hijo de Maddie; y Alexander Hayes, el padre de Maddie, que aparece para ver si a David se le puede confiar ese papel.
- En el octavo capítulo de la cuarta temporada, aparece Imogene Coca como la madre de Agnes.
- En el décimo capítulo de la cuarta temporada, la escena del sueño de David ha sido tomada de un enfrentamiento similar de la película Fuego en el cuerpo de 1981.
- En el duodécimo capítulo de la cuarta temporada, suena la canción "Oh, Pretty Woman" de Roy Orbison.
- En el decimotercer capítulo de la cuarta temporada, se hace una parodia de Casablanca, con Curtis Armstrong como Rick y Allyce Beasley como Ilsa. El título del episodio "Here's Living With You, Kid" es una referencia a la frase de Rick, "Here's Looking at You, Kid" y el episodio contiene una secuencia de un sueño inspirado en el cine clásico.
- En el décimo cuarto capítulo de la cuarta temporada, el título "And the Flesh Was Made Word" es un juego de palabras, que hace referencia al versículo de la Biblia  "Y el Verbo se hizo carne" (Juan 1:14).

- En el quinto capítulo de la quinta temporada, suena el tema principal de La pantera rosa de Henry Mancini.
- En el octavo capítulo de la quinta temporada, suena la canción "Girls, Girls, Girls" de Elvis Presley y "Sex Machine, Pt. 1" de James Brown.
- En el décimo capítulo de la quinta temporada, el título del episodio "When Girls Collide" es una referencia a la película de 1951 de ciencia ficción When Worlds Collide (en español, Cuando los mundos chocan). Además, aparece Demi Moore; cuando David y Annie están en frente de una tienda de vídeos, un empleado derriba un cartel grande de Die Hard, con una foto de Bruce Willis.
- En 1987, Bruce Willis fue seleccionado para protagonizar la película Die Hard, al mismo tiempo que continuaba trabajando en la serie, lo que provocó que, durante las primeras semanas de producción del film, su horario de trabajo fuera: durante el día trabajar diez horas en el programa y por la noche filmar la película. Para que Willis tuviera tiempo de descanso, John McTiernan, el director de la película, le encargaba al guionista Steven E. de Souza, que agregara al guion escenas nuevas que involucraran a otros personajes y tramas secundarias.
- En el undécimo capítulo de la quinta temporada, la trama del episodio parodia 'Doce hombres en pugna'. Casualmente, esa película fue protagonizada por Robert Webber, el padre de Maddie, Alexander Hayes.
- El título del penúltimo episodio de la serie, "A Little Night Murder", hace referencia a la obra de Mozart "Eine Kleine Nachtmusik".
- En el último capítulo de "Luz de luna" suena la canción "We'll Be Together Again" de Ray Charles y Betty Carter.

## Luz de lunaen España
La serie fue emitida desde 1986 por la cadena pública Televisión Española (y posteriormente repuesta en Antena 3 y en Localia Televisión) con el siguiente reparto de actores de doblaje:
- Ramón Langa (David Addison).
- Gloria Cámara (Maddie Hayes).
- Amelia Jara (Agnes Topisto).
- José Carabias (Herbert Viola).